# Nikita Michailowitsch Jefremow

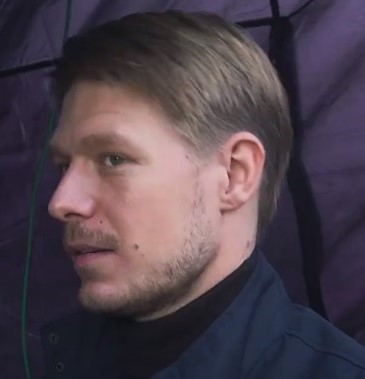
Nikita Michailowitsch Jefremow, 2019

Nikita Michailowitsch Jefremow (russisch Никита Михайлович Ефремов; * 30. Mai 1988 in Moskau) ist ein russischer Film- und Bühnenschauspieler.

## Leben
Nikita Jefremow wurde 1988 in Moskau geboren, damals Hauptstadt der Sowjetunion. Seine Eltern sind der Schauspieler Michail Jefremow und Asja Worobjowa. Er hat noch einige Geschwister.
Ab 2005 besuchte Jefremow die Moskauer Kunsttheaterschule / Moskauer Akademische Kunsttheater-Studio-Schule / Atelierschule des Moscow Art Theatre. Nach seinem Abschluss im Jahr 2009 wurde er Mitglied des Schauspielerensembles des Theaters Sowremennik und war auch als Synchronsprecher tätig, so bei dem Animationsfilm Iwan Zarewitsch i Sery Wolk von 2011 (Iwan Zarewitsch und der graue Wolf) und bei dessen Fortsetzungen von 2013, 2016, 2019 und 2022.
Ab 2012 war er in der Fernsehserie Wosmidesjatye (Die 80er Jahre) in der Rolle von Galdin zu sehen.  Ab 2015 spielte er in 28 Folgen der Fernsehserie Londongrad in einer Hauptrolle Mischa. Es folgten Engagements in den Fernsehserien Neophyte, Pobediteli, Poljot (Sechs leere Sitze), Choroschi tschelowek und Patient Zero.
In dem zur Zeit des Kalten Krieges angesiedelten Thriller Tetris von Jon S. Baird aus dem Jahr 2023 über die Vermarktung des in der Sowjetunion entwickelten Computerspiels spielte er Alexei Paschitnow, der für die Entwicklung von Tetris verantwortlich war. Seit 2023 ist er in der Fernsehserie Russian Affairs in der Rolle von Arkadi Bulawkin zu sehen.
Jefremow war ein Jahr lang mit Jana Gladkich verheiratet.

## Filmografie
- 2008: Passaschirka
- 2012: Moy paren - angel
- 2012: Sabawa
- 2012: Ljubow s akzentom
- 2012: Zoluschka
- 2012–2015: Wosmidesjatye (Fernsehserie, 16 Folgen)
- 2013: Wsjo natschalos w Charbine (Fernsehserie, 8 Folgen)
- 2014: Simy ne budet
- 2015: Londongrad (Fernsehserie, 28 Folgen)
- 2015: Ierej-san. Ispowed samuraja
- 2017: Neophyte (Fernsehserie, 8 Folgen)
- 2018: Russki Bes
- 2018: Djadja Sascha
- 2018: Leto
- 2019: Pobediteli (Fernsehserie, 10 Folgen)
- 2019: Na kray sweta
- 2020–2021: Six Empty Seats (Fernsehserie, 8 Folgen)
- 2020: Choroschi tschelowek (Fernsehserie, 9 Folgen)
- 2020: Besopasnye swjasi (Fernsehserie, 8 Folgen)
- 2021: Jolki 8
- 2021: Obschtschaga
- 2022: Sjostry
- 2022: Sdorowy tschelowek
- 2022: Patient Zero (Fernsehserie, 7 Folgen)
- 2022–2023: Offlajn (Fernsehserie, 11 Folgen)
- 2023: Tetris
- seit 2023: Russian Affairs (Fernsehserie, 8 Folgen)